# Alla fine del mondo (singolo)
Alla fine del mondo è un brano musicale registrato da Eros Ramazzotti, pubblicato il 27 marzo 2015 come primo singolo estratto dall'album Perfetto.
Lo stesso giorno il brano è stato anche reso disponibile per il download digitale e per l'airplay radiofonico.